# 네이트 (충돌구)

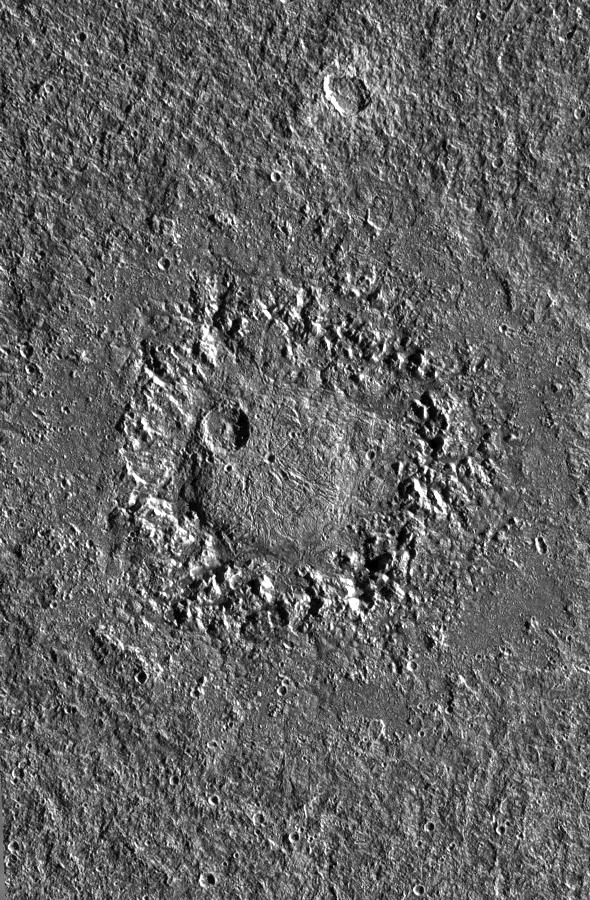
네이트 충돌구의 모습.

네이트 충돌구(Neith crater)는 목성의 위성 중 제일 큰 가니메데에 위치한 충돌구이다. 길이는 87.6km이다. 고대 이집트 신화의 네이트 여신을 따서 만들어졌다.